# Lawr Dmitrijewitsch Proskurjakow

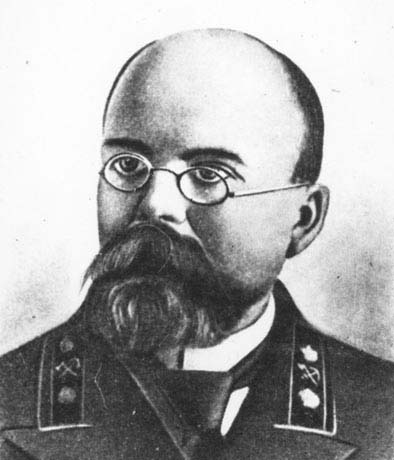
Lawr Dmitrijewitsch Proskurjakow

Lawr Dmitrijewitsch Proskurjakow (russisch Лавр Дмитриевич Проскуряков; * 18. Augustjul. / 30. August 1858greg. im Dorf Borissowka, Ujesd Waluiki; † 14. September 1926 in Moskau) war ein russisch-sowjetischer Verkehrsingenieur, Brücken-Bauingenieur und Hochschullehrer.

## Leben
Proskurjakow stammte aus einer kinderreichen Bauernfamilie (18 Personen). Als bester Schüler des Woronescher Geistlichen Seminars studierte er auf Empfehlung der örtlichen Bildungsverwaltung mit öffentlicher Förderung in St. Petersburg am Institut für Verkehrstechnik mit Abschluss 1884. Er absolvierte dann dort die dreijährige Aspirantur und verfasste seine ersten Bücher. Ab 1887 lehrte er am Lehrstuhl für Brücken.
Nach einem Projekt Proskurjakows wurde 1888 die erste russische Eisenbahn-Metall-Auslegerbrücke über die Sula für die Charkow-Nikolajew-Eisenbahn gebaut. 1891 verteidigte er seine Dissertation über die Berechnung von Fachwerkträgern mit Erfolg für die Promotion zum Kandidaten der technischen Wissenschaften. Nach erfolgreicher Probevorlesung wurde er zum Adjunkten befördert und nach London zum internationalen Eisenbahn-Kongress geschickt. Auch besuchte er die USA. 1895 projektierte er die damals längste russische Brücke über den Jenissei bei Krasnojarsk, die auf der Weltausstellung Paris 1900 mit einer Goldmedaille ausgezeichnet wurde. In entsprechender Weise projektierte er Brücken über die Oka und den Wolchow für die St. Petersburg-Wologda-Eisenbahn und über die Wolga bei Kasan. Für den Tjumen-Omsk-Zweig der Transsib projektierte er Brücken über Seja und Tscheremschanka. 1896 folgte die Brücke über die Kotorosl bei Jaroslawl.
Ab 1896 lehrte Proskurjakow als Professor an der neuen Moskauer Ingenieurschule des Amtes für Verkehr, die später das Moskauer Institut für Ingenieure des Transportwesens (MIIT) wurde, und leitete den Lehrstuhl für Baumechanik und Brücken. Iwan Prokofjew war einer seiner Schüler.
Weitere Projekte waren die Eisenbahnbrücke über den Seim bei Konotop und die sogenannte Buckelbrücke der Baikalbahn (1904).
Für den Kleinen Moskauer Eisenbahnring baute er mit dem Architekten Alexander Pomeranzew die Eisenbahnbogenbrücken Andrejewski und Krasnoluschski über die Moskwa, die 2000–2002 verschoben und zu Fußgängerbrücken umgewandelt wurden.
Proskurjakows 2590 m lange Brücke über den Amur wurde im Oktober 1916 für den Verkehr freigegeben. Sein letztes Werk war die untere (östliche) Saburowski-Brücke über die Moskwa der Kursker Strecke der Moskauer Eisenbahn, die 2009 durch einen Neubau ersetzt wurde.
Proskurjakow starb am 14. September 1926 in Moskau und wurde auf dem Nowodewitschi-Friedhof begraben.

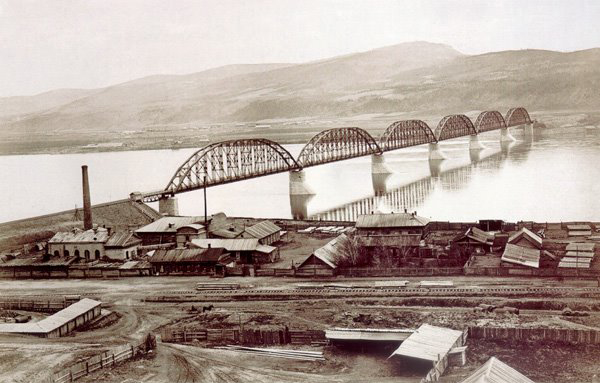
Jenissei-Brücke
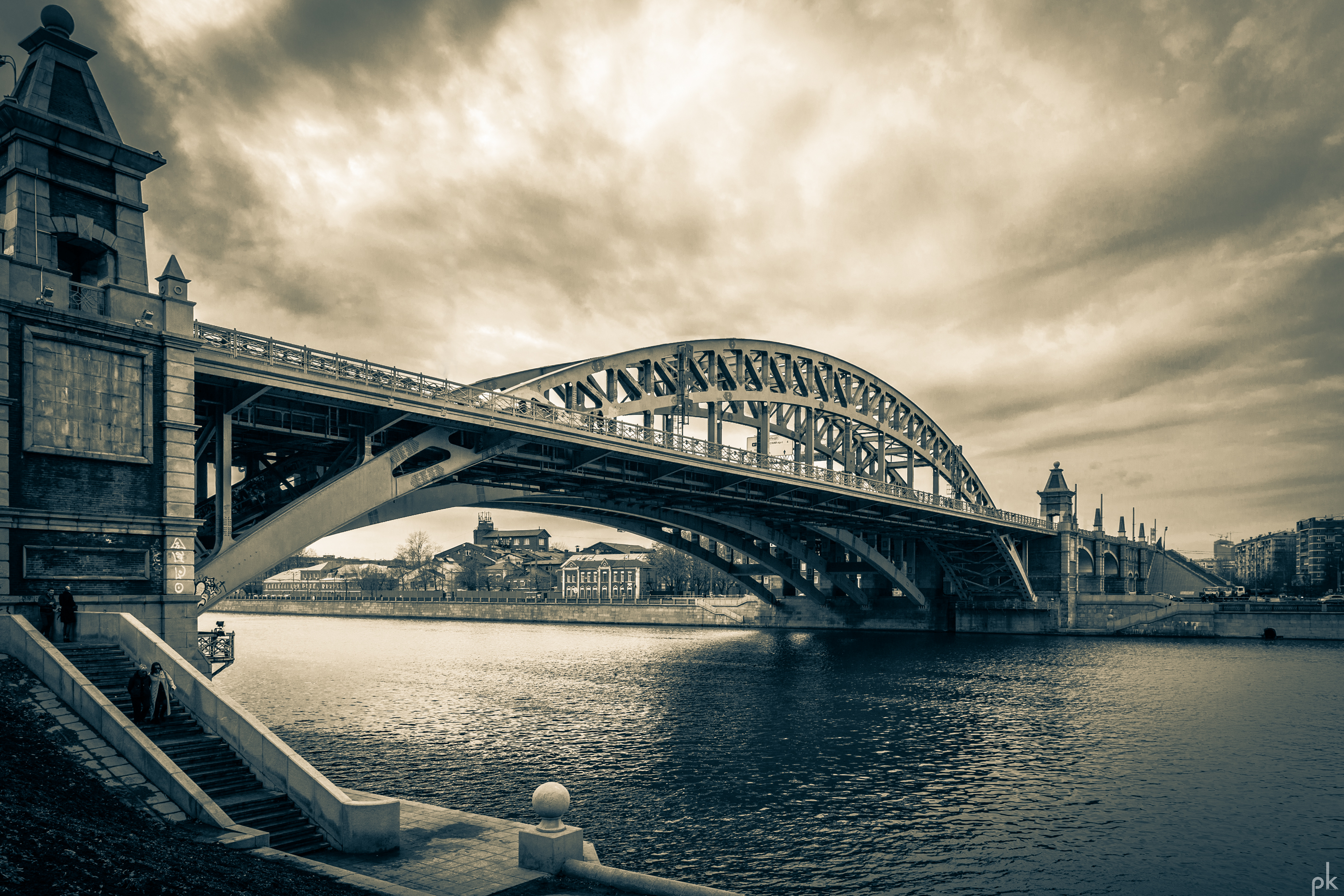
Moskwa-Andrejewski-Brücke
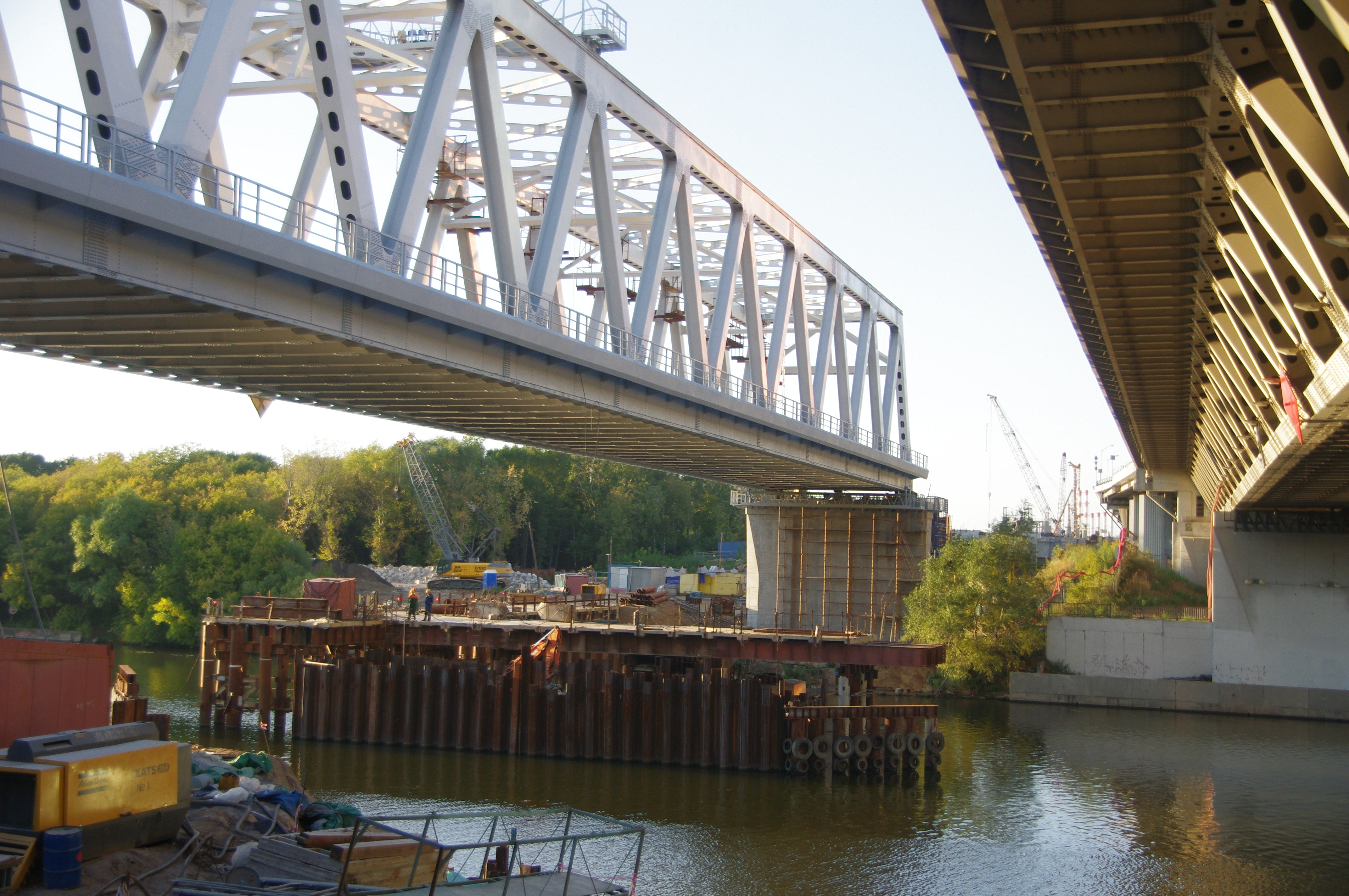
Moskwa-Krasnoluschski-Brücke
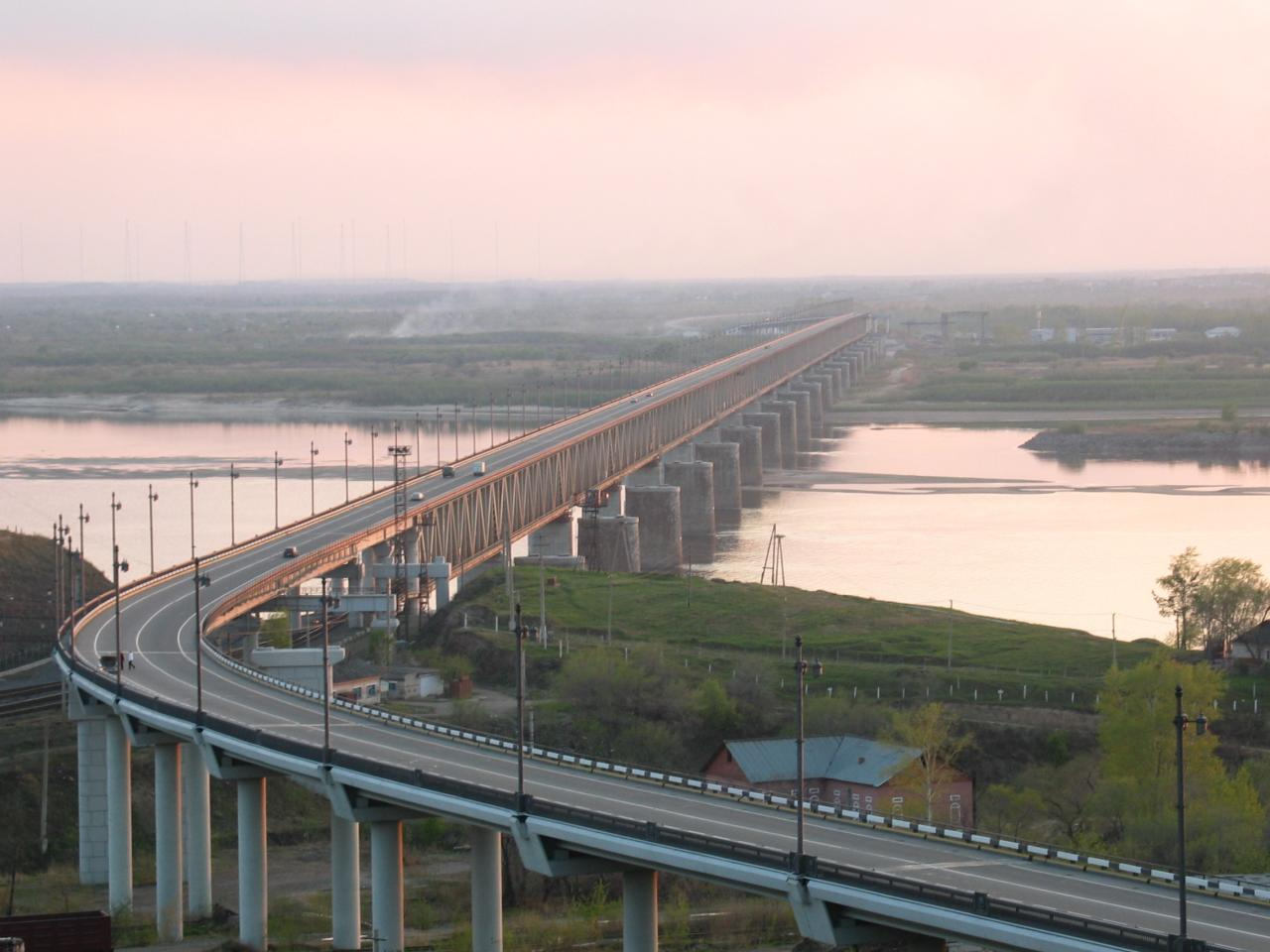
Amur-Brücke